# Martinssingen

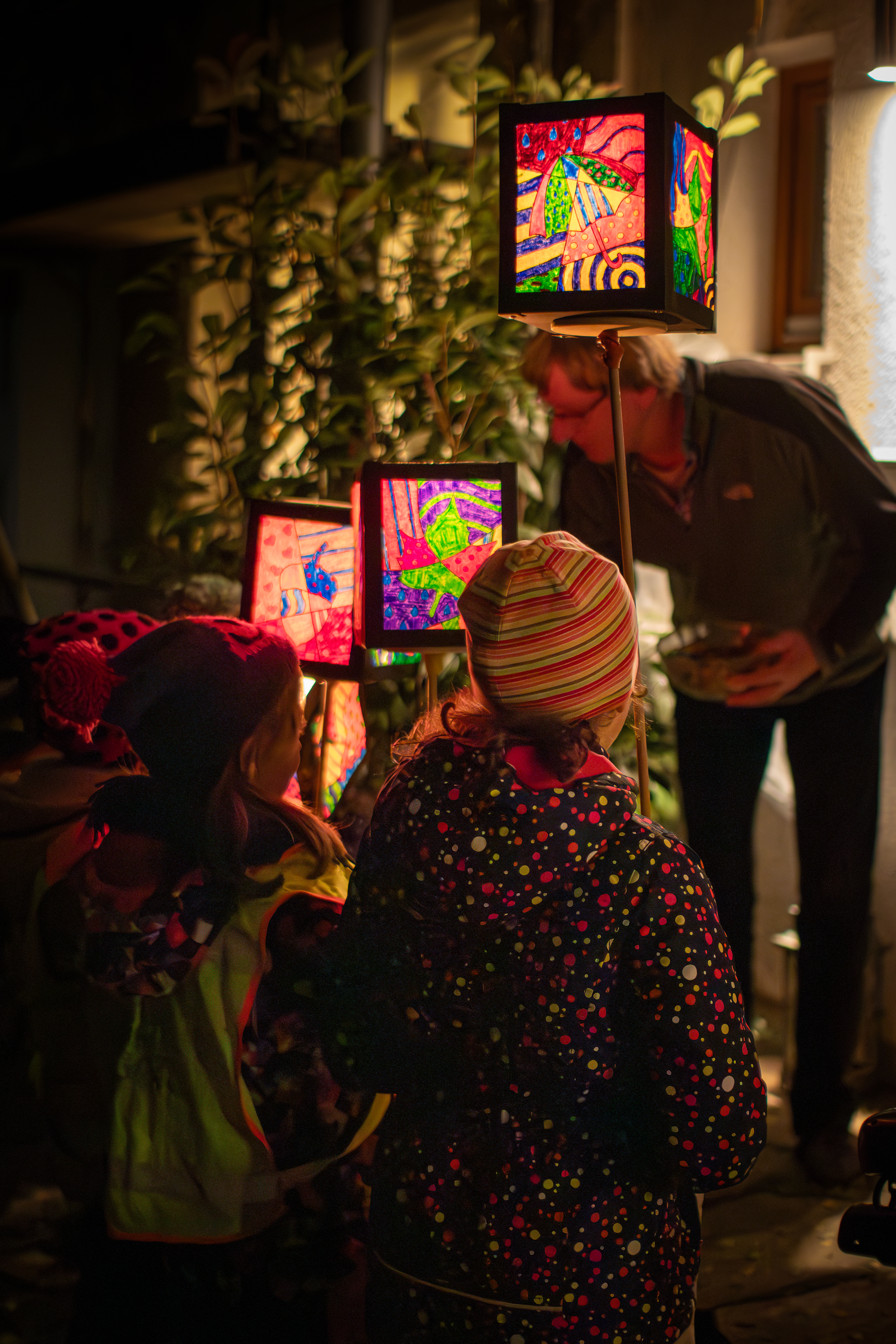
Martinssingen in Köln (2016)

Das Martinssingen ist ein Brauch, der zum Martinstag, dem Fest des heiligen Bischofs Martin von Tours am 11. November, gehört. Dabei ziehen Kinder mit Martinslaternen (leuchtende Lampions, die an Stäben hängen oder auf Stäben getragen werden) von Tür zu Tür und erhalten für gesungene Martinslieder Süßigkeiten, Obst oder kleine Geschenke. Es handelt sich also um einen sogenannten Heischebrauch. Das Martinssingen ist nur in bestimmten Gegenden verbreitet und hat oft lokale Namen, etwa Schnörzen, Gripschen, Kötten oder Dotzen im Rheinland, Mätensingen im Bergischen Land.

## Ablauf
Das Singen findet je nach Ort am Abend des Martinszuges oder von diesem getrennt statt, in beiden Fällen kann das Datum um mehrere Tage vom eigentlichen Martinstag abweichen. Die Kinder tragen ihre für den Martinszug gebastelten Laternen und ziehen in Gruppen, kleinere Kinder auch mit ihren Eltern, von Haus zu Haus. Dort singen sie dann eines der traditionellen Martinslieder. Von den Zuhörern wird dann erwartet, Süßigkeiten, Obst, Gebäck oder andere kleine Präsente bereitzuhalten, die den Kindern als Belohnung für ihren Gesang übergeben werden. In manchen Gegenden wird bei den Nachbarn und vor anderen Privathäusern gesungen. In anderen Gegenden werden Ladengeschäfte bevorzugt.

## Geschichte
Das Brauchtum am Martinstag bekam erst im 19. Jahrhundert seinen inhaltlichen Bezug zur Gestalt des heiligen Martin und den Legenden um ihn wie die Mantelteilung.
Der 11. November war ein traditioneller Stichtag als Ende des bäuerlichen Wirtschaftsjahres; es war der Termin für den Viehabtrieb oder das Ende des Weidejahres sowie der traditionelle Tag, an dem die Entrichtung des Zehnten fällig war, Pachtverträge und Dienstverhältnisse endeten und begannen, wobei die Dienstherren den Knechten und Mägden kleine Geschenke machten. Daraus resultieren zahlreiche Heischebräuche um diese Jahreszeit.
Eine solche Tradition des Schenkens an Sankt Martin sind die „Martinspfennige“, die bis 1246 in Mönchengladbach an das Kölner Stift St. Gereon, später an den Pfarrer, gezahlt wurden; noch 1633  erhielten in Mönchengladbach Soldaten auf dem Liedberg (Burg im Kreis Neuss-Grevenbroich)  an Martini 6 Taler und 12 Albi, um den Tag würdig zu feiern. Das „Gripschen“  der Kinder ist für das Jahr 1525 in Köln belegt, wo die Kinder am Vorabend von Martini singend von Tür zu Tür zogen und erhielten, was vom Essen übrig geblieben war.
In der orthodoxen Tradition lag der Martinstag am Beginn der Fastenzeit, die vor Weihnachten begangen wurde. Der Tierbestand, der nicht durch den Winter gefüttert werden konnte, musste reduziert werden, vorhandene und nicht „Fastenzeit-taugliche“ Lebensmittel wie Fett, Schmalz und Eier mussten verbraucht werden. Am letzten Tag vor Beginn dieser Fastenzeit konnten die Menschen – analog zur Fastnacht – noch einmal schlemmen, es fanden gesellige Feste statt und es wurden Martinsfeuer abgebrannt und Feuerbräuche praktiziert. Hieraus erwuchs die Tradition des Fackellaufs oder des Laternelaufens.
In überwiegend protestantischen Regionen entwickelte sich etwa ab dem 18. Jahrhundert das Martinisingen mit zum Teil eigenem Liedgut, wo nicht mehr der heilige Bischof Martin von Tours im Mittelpunkt steht, sondern der Reformator Martin Luther, der am Martinstag, dem 11. November 1483 getauft wurde und, wie damals häufig praktiziert, den Namen des Tagesheiligen erhielt.

## Bekannte Martinslieder

### Überregional
Durch die Straßen auf und nieder
Lieselotte Holzmeister / Rudolf Richard Klein

### Rheinland
| De helleje Zinte Mätes De helleje Zinte Mätes, Dat wor ne jode Mann, Hä jov de Kinder Käzje Un stoch se selver an. Butz, butz, widder butz, Dat wor ne jode Mann. Hier wohnt ein reicher Mann, Der uns was/vieles geben kann. Viel soll er geben, Lange soll er leben. Selig soll er sterben, Das Himmelreich erwerben. Laß uns nicht so lange stehn, Denn wir wollen weitergehn, weitergehn. Text: Wilhelm Hoßdorf (1890–1962); Dialekt je nach lokaler Variante des Ripuarischen. Wenn nichts gegeben wurde, erklang gern ein Spottvers: Dat Huus steht op eene Penn, dä Jizhals dä wohnt mitten dren. Jizhals, breäk dine Hals, dat dou morje sterve salls! Jizhals! Jizhals! Jizhals! Das Haus, das steht auf einem Pinn, der Geizhals der wohnt mitten drin! Geizhals, brich dir den Hals, dass du morgen sterben sollst! Geizhals! Geizhals! Geizhals! oder auch: Krieje mer nix vom Mätesmann schlage mer en de Kokepann! | Sankt Martin Sankt Martin, Sankt Martin, Sankt Martin ritt durch Schnee und Wind, Sein Ross, das trug ihn fort geschwind. Sankt Martin ritt mit leichtem Mut, Sein Mantel deckt' ihn warm und gut. Im Schnee saß, im Schnee saß, Im Schnee, da saß ein armer Mann, Hatt Kleider nicht, hatt Lumpen an. „O helft mir doch in meiner Not, Sonst ist der bitt're Frost mein Tod!“ Sankt Martin, Sankt Martin, Sankt Martin zog die Zügel an, Sein Ross stand still beim armen Mann. Sankt Martin mit dem Schwerte teilt Den warmen Mantel unverweilt. Sankt Martin, Sankt Martin, Sankt Martin gab den halben still: Der Bettler rasch ihm danken will Sankt Martin aber ritt in Eil Hinweg mit seinem Mantelteil. Vom Niederrhein, seit Ende des 19. Jahrhunderts |

### Bergisches Land
Mäten es en goden Mann (Martin ist ein guter Mann)

Mäten es en goden Mann,

der us woll wat gewen kann;

de Äppel un de Bieren,

de Nöte gönnt noch mät.

De Frau de geht der Trappe ropp,

un brengt den Schoet voll mät doraf,

O wa'n go't Frau es dat!

Owen in dem Schodensteen,

do hang'n de langen Würste.

Frau, gett mir de langen,

lott de kotten hangen,

gett wat, halt wat,

oppet Joer wier wat.

DVA E 1340 (Lennep im Bergischen, 1840)